# Lathys dihamata
Lathys dihamata là một loài nhện trong họ Dictynidae.
Loài này thuộc chi Lathys. Lathys dihamata được Kap Yong Paik miêu tả năm 1979.